# 长肠微茎吸虫
长肠微茎吸虫（学名：Microphallus longicaecus）为微茎科微茎属的动物。在中国大陆，分布于香港、广州等地，营寄生生活，宿主家鸭以及寄生在肠部。该物种的模式产地在香港。